# Subprefectura de Cidade Tiradentes
La subprefectura de Cidade Tiradentes es una de las 32 subprefecturas de la ciudad de São Paulo, siendo regida por la Ley Nº 13,999 del 1 de agosto del 2002.
Está conformada por un único distrito: Cidade Tiradentes que tiene un área de 15 kilómetros cuadrados y una población 248,762 habitantes.

## Distritos Limítrofes
- Guaianases (norte)
- Municipio de Ferraz de Vasconcelos (este)
- Iguatemi (suroeste)
- José Bonifácio (oeste)